# قیز قلعه
قیز قلعه مربوط به دوران پیش از تاریخ ایران باستان تا دوران‌های تاریخی پس از اسلام است و در شهرستان اسکو، جاده تبریز به آذرشهر واقع شده و این اثر در تاریخ ۱۷ اسفند ۱۳۸۱ با شمارهٔ ثبت ۷۸۶۵ به‌عنوان یکی از آثار ملی ایران به ثبت رسیده است.